# Ait Sidi Daoud
Ait Sidi Daoud (en àrab آيت سيدي داود, Āyt Sīdī Dāwd; en amazic ⴰⵢⵜ ⵙⵉⴷⵉ ⴷⴰⵡⴷ) és una comuna rural de la província d'Al Haouz, a la regió de Marràqueix-Safi, al Marroc. Segons el cens de 2014 tenia una població total de 18.976 persones.